# Copa Panamericana de Voleibol Femenino Sub-20 de 2013
La II Copa Panamericana de Voleibol Femenino Sub-20 se celebró del 18 al 23 de marzo de 2013 en Cuba. El torneo contó con la participación de 10 selecciones; 5 de la NORCECA y 3 de la Confederación Sudamericana de Voleibol, debido a que Brasil y USA desistieron de participar en este torneo.

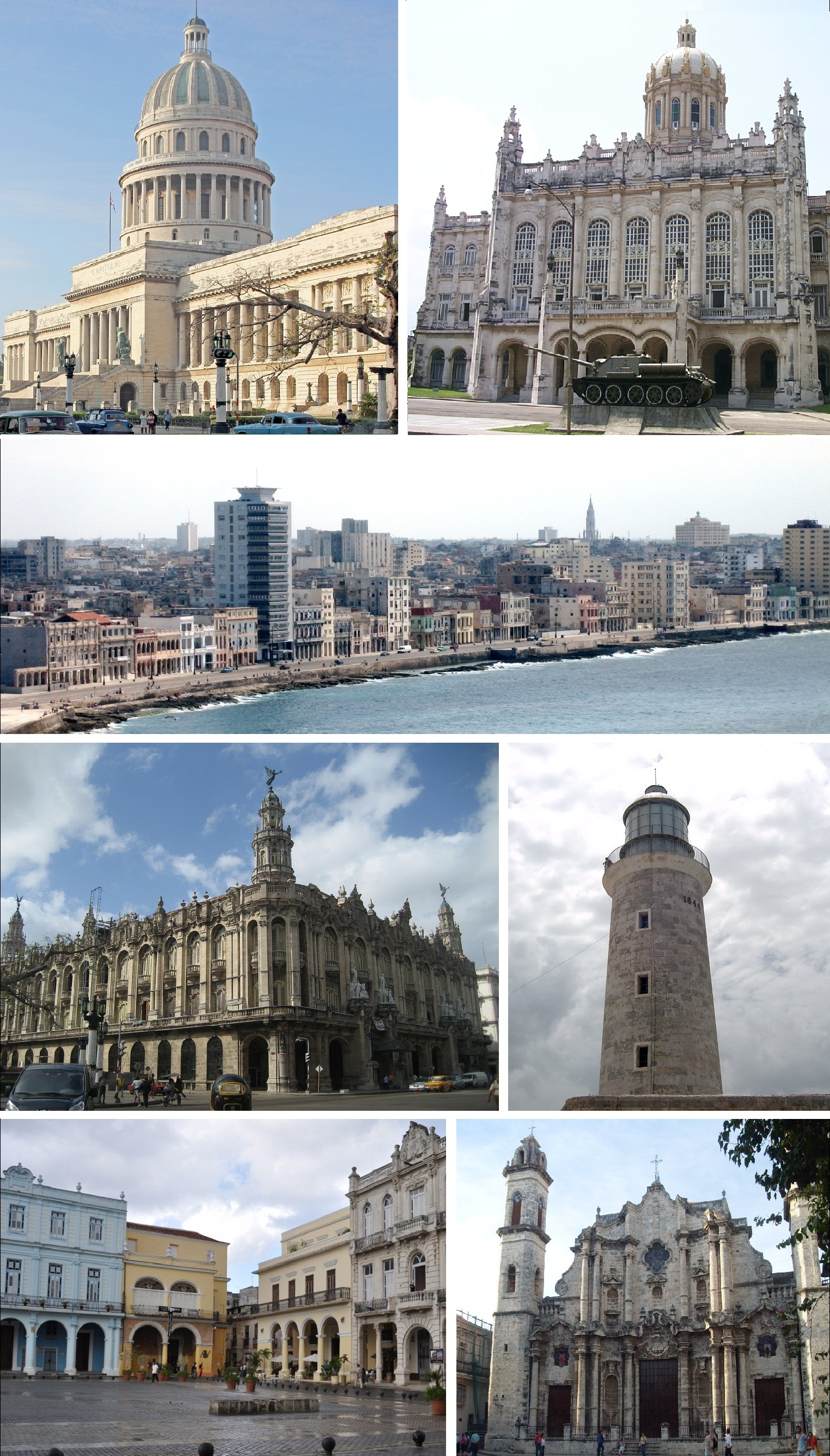
La Habana sede de la II edición de la Copa Panamericana de Voleibol Femenino Sub-20

## Clasificaciones
| Confederación | Selecciones                                                      |
| ------------- | ---------------------------------------------------------------- |
| CSV           | Perú · Colombia · Chile                                          |
| NORCECA       | República Dominicana · México · Costa Rica · Cuba1 · Puerto Rico |

- 1 Clasificado directamente como el país anfitrión.

## Equipos participantes
- Del grupo "A" todos los clasificados para el Mundial Sub-20 República Checa 2013
- Del grupo "B" competirán en busca del último cupo de América para el Mundial Sub-20 República Checa 2013

| Grupo A              | Grupo B     |
| -------------------- | ----------- |
| República Dominicana | Cuba        |
| Perú                 | Chile       |
| Colombia             | Costa Rica  |
| México               | Puerto Rico |

## Primera Fase

### Grupo A

#### Clasificación
| Pos | Equipo               | PJ | PG | PP | SG | SP | PTS |
| --- | -------------------- | -- | -- | -- | -- | -- | --- |
| 1   | México               | 3  | 3  | 0  | 9  | 1  | 14  |
| 2   | República Dominicana | 3  | 2  | 1  | 7  | 4  | 10  |
| 3   | Colombia             | 3  | 1  | 2  | 4  | 7  | 5   |
| 4   | Perú                 | 3  | 0  | 3  | 1  | 9  | 1   |

#### Resultados
| Fecha    |                      | Resultado |          | Set   | Set   | Set   | Set   | Set | Puntuación Total |
| Fecha    | 1                    | Resultado | 2        | 3     | 4     | 5     |       |     | Puntuación Total |
| -------- | -------------------- | --------- | -------- | ----- | ----- | ----- | ----- | --- | ---------------- |
| 18-03-13 | Colombia             | 0 - 3     | México   | 22-25 | 20-25 | 28-30 |       |     | 70-80            |
| 18-03-13 | República Dominicana | 3 - 0     | Perú     | 25-20 | 25-16 | 25-13 |       |     | 75-49            |
| 19-03-13 | Perú                 | 1 - 3     | Colombia | 22-25 | 22-25 | 25-22 | 21-25 |     | 90-97            |
| 19-03-13 | República Dominicana | 1 - 3     | México   | 25-19 | 21-25 | 21-25 | 15-25 |     | 82-94            |
| 20-03-13 | República Dominicana | 3 - 1     | Colombia | 25-9  | 20-25 | 25-17 | 25-23 |     | 95-75            |
| 20-03-13 | Perú                 | 0 - 3     | México   | 18-25 | 12-25 | 26-28 |       |     | 56-78            |

### Grupo B

#### Clasificación
| Pos | Equipo      | PJ | PG | PP | SF | SC | PTS |
| --- | ----------- | -- | -- | -- | -- | -- | --- |
| 1   | Puerto Rico | 3  | 3  | 0  | 9  | 2  | 13  |
| 2   | Cuba        | 3  | 2  | 1  | 6  | 3  | 10  |
| 3   | Chile       | 3  | 1  | 2  | 5  | 6  | 7   |
| 4   | Costa Rica  | 3  | 0  | 3  | 0  | 9  | 0   |

#### Resultados
| Fecha    |             | Resultado |             | Set   | Set   | Set   | Set   | Set   | Puntuación Total |
| Fecha    | 1           | Resultado | 2           | 3     | 4     | 5     |       |       | Puntuación Total |
| -------- | ----------- | --------- | ----------- | ----- | ----- | ----- | ----- | ----- | ---------------- |
| 18-03-13 | Chile       | 2 - 3     | Puerto Rico | 25-21 | 26-24 | 21-25 | 16-25 | 13-15 | 101-110          |
| 18-03-13 | Cuba        | 3 - 0     | Costa Rica  | 25-14 | 25-13 | 25-19 |       |       | 75-46            |
| 19-03-13 | Puerto Rico | 3 - 0     | Costa Rica  | 25-9  | 25-5  | 25-11 |       |       | 75-25            |
| 19-03-13 | Cuba        | 3 - 0     | Chile       | 25-20 | 25-20 | 25-22 |       |       | 75-62            |
| 20-03-13 | Chile       | 3 - 0     | Costa Rica  | 25-15 | 25-16 | 25-12 |       |       | 75-43            |
| 20-03-13 | Cuba        | 0 - 3     | Puerto Rico | 23-25 | 19-25 | 18-25 |       |       | 60-75            |

## Fase Final

### Final 1º y 3º puesto
|  | Cuartos de final      | Cuartos de final |                        |                        | Semifinales          | Semifinales |  |  | Final                | Final |
|  |                       |                  |                        |                        |                      |             |  |  |                      |       |
|  |                       |                  |                        |                        |                      |             |  |  |                      |       |
|  |                       |                  |                        |                        |                      |             |  |  |                      |       |
|  | México                |                  |                        |                        |                      |             |  |  |                      |       |
|  | 22-03-13 – La Habana  |                  |                        |                        |                      |             |  |  |                      |       |
|  | Directo a Semifinales |                  |                        |                        |                      |             |  |  |                      |       |
|  | México                | 3                |                        |                        |                      |             |  |  |                      |       |
|  | México                | 3                | 21-03-13 – La Habana   |                        |                      |             |  |  |                      |       |
|  |                       | Perú             | 1                      |                        |                      |             |  |  |                      |       |
|  | Perú                  | Perú             | 1                      | 3                      |                      |             |  |  |                      |       |
|  | Perú                  |                  | 23-03-13 – La Habana   | 3                      |                      |             |  |  |                      |       |
|  | Puerto Rico           | 2                |                        |                        |                      |             |  |  |                      |       |
|  | Puerto Rico           | 2                | México                 | 3                      |                      |             |  |  |                      |       |
|  |                       |                  | México                 | 3                      |                      |             |  |  |                      |       |
|  |                       | Rep. Dominicana  | 1                      |                        |                      |             |  |  |                      |       |
|  | Rep. Dominicana       | Rep. Dominicana  | 1                      |                        |                      |             |  |  |                      |       |
|  | 22-03-13 – La Habana  |                  |                        |                        |                      |             |  |  |                      |       |
|  | Directo a Semifinales |                  |                        |                        |                      |             |  |  |                      |       |
|  | Rep. Dominicana       | 3                | Tercer y cuarto puesto | Tercer y cuarto puesto |                      |             |  |  |                      |       |
|  | Rep. Dominicana       | 3                | Tercer y cuarto puesto | Tercer y cuarto puesto | 21-03-13 – La Habana |             |  |  |                      |       |
|  |                       | Colombia         | 1                      |                        |                      |             |  |  |                      |       |
|  | Colombia              | Colombia         | 1                      | 3                      | Perú                 | 0           |  |  |                      |       |
|  | Colombia              |                  |                        | 3                      | Perú                 | 0           |  |  |                      |       |
|  | Cuba                  | 1                |                        | Colombia               | 3                    |             |  |  |                      |       |
|  | Cuba                  | 1                |                        |                        | 3                    |             |  |  |                      |       |
|  |                       |                  |                        |                        |                      |             |  |  | 23-03-13 – La Habana |       |
|  |                       |                  |                        |                        |                      |             |  |  |                      |       |

#### Resultados
| Fase             | Fecha    |                      | Resultado |                      | Set   | Set   | Set   | Set   | Set   | Puntuación Total |
| Fase             | Fecha    | 1                    | Resultado | 2                    | 3     | 4     | 5     |       |       | Puntuación Total |
| ---------------- | -------- | -------------------- | --------- | -------------------- | ----- | ----- | ----- | ----- | ----- | ---------------- |
| Cuartos de final | 21-03-13 | Colombia             | 3 - 1     | Cuba                 | 25-16 | 25-21 | 27-29 | 25-13 |       | 102-79           |
| Cuartos de final | 21-03-13 | Perú                 | 3 - 2     | Puerto Rico          | 22-25 | 25-21 | 25-15 | 19-25 | 15-13 | 107-99           |
| Semifinal        | 22-03-13 | República Dominicana | 3 - 1     | Colombia             | 25-22 | 25-21 | 20-25 | 25-16 |       | 95-84            |
| Semifinal        | 22-03-13 | México               | 3 - 1     | Perú                 | 23-25 | 25-21 | 25-22 | 25-19 |       | 98-87            |
| Final            | 23-03-13 | México               | 3 - 1     | República Dominicana | 25-23 | 25-23 | 14-25 | 25-15 |       | 89-86            |
| 3º Puesto        | 23-03-13 | Perú                 | 0 - 3     | Colombia             | 22-25 | 16-25 | 21-25 |       |       | 59-75            |

### Final 5º y 7º puesto
|  | Semifinales          | Semifinales          |   |                      | Final                | Final |  |
|  |                      |                      |   |                      |                      |       |  |
|  |                      |                      |   |                      |                      |       |  |
|  | 22-03-13 – La Habana |                      |   |                      |                      |       |  |
|  | Cuba                 | 3                    |   |                      |                      |       |  |
|  | Chile                | 0                    |   |                      |                      |       |  |
|  |                      |                      |   |                      |                      |       |  |
|  |                      |                      |   |                      | 23-03-13 – La Habana |       |  |
|  |                      |                      |   |                      | Cuba                 | 0     |  |
|  |                      | Puerto Rico          | 3 |                      |                      |       |  |
|  |                      |                      |   |                      |                      |       |  |
|  |                      |                      |   |                      |                      |       |  |
|  |                      |                      |   |                      | Tercer lugar         |       |  |
|  | 22-03-13 – La Habana | 22-03-13 – La Habana |   | 23-03-13 – La Habana | 23-03-13 – La Habana |       |  |
|  | Puerto Rico          | 3                    |   | Chile                | 3                    |       |  |
|  | Costa Rica           | 0                    |   |                      | Costa Rica           | 0     |  |

#### Resultados
| Fase      | Fecha    |            | Resultado |             | Set   | Set   | Set   | Set | Set | Puntuación Total |
| Fase      | Fecha    | 1          | Resultado | 2           | 3     | 4     | 5     |     |     | Puntuación Total |
| --------- | -------- | ---------- | --------- | ----------- | ----- | ----- | ----- | --- | --- | ---------------- |
| Semifinal | 22-03-13 | Chile      | 0 - 3     | Cuba        | 18-25 | 19-25 | 13-25 |     |     | 50-75            |
| Semifinal | 22-03-13 | Costa Rica | 0 - 3     | Puerto Rico | 10-25 | 04-25 | 08-25 |     |     | 32-75            |
| 5º Puesto | 23-03-13 | Cuba       | 0 - 3     | Puerto Rico | 24-26 | 21-25 | 23-25 |     |     | 68-76            |
| 7º Puesto | 23-03-13 | Chile      | 3 - 0     | Costa Rica  | 25-20 | 26-24 | 25-10 |     |     | 76-54            |

## Distinciones individuales
| Distinción      | Nombre             | Equipo               |
| --------------- | ------------------ | -------------------- |
| MVP             | Alejandra Isiordia | México               |
| Mejor Anotadora | Alejandra Isiordia | México               |
| Mejor Ataque    | Meliza Vargas      | Cuba                 |
| Mejor Bloqueo   | Melissa Rangel     | Colombia             |
| Mejor Servicio  | Daly Santana       | Puerto Rico          |
| Mejor Armadora  | Shiamara Almeida   | Perú                 |
| Mejor Recepción | Camila Gómez       | Colombia             |
| Mejor Defensa   | Winifer Fernández  | República Dominicana |
| Mejor Líbero    | Winifer Fernández  | República Dominicana |

## Posiciones Finales
| Pos | Equipo               |
| --- | -------------------- |
|     | México               |
|     | República Dominicana |
|     | Colombia             |
| 4   | Perú                 |
| 5   | Puerto Rico          |
| 6   | Cuba                 |
| 7   | Chile                |
| 8   | Costa Rica           |

## Podio
| México           |
| Campeón          |
| México 1º Título |

| República Dominicana |
| Sub-Campeón          |
| República Dominicana |

| Colombia |
| 3º Lugar |
| Colombia |